# Schreddergut

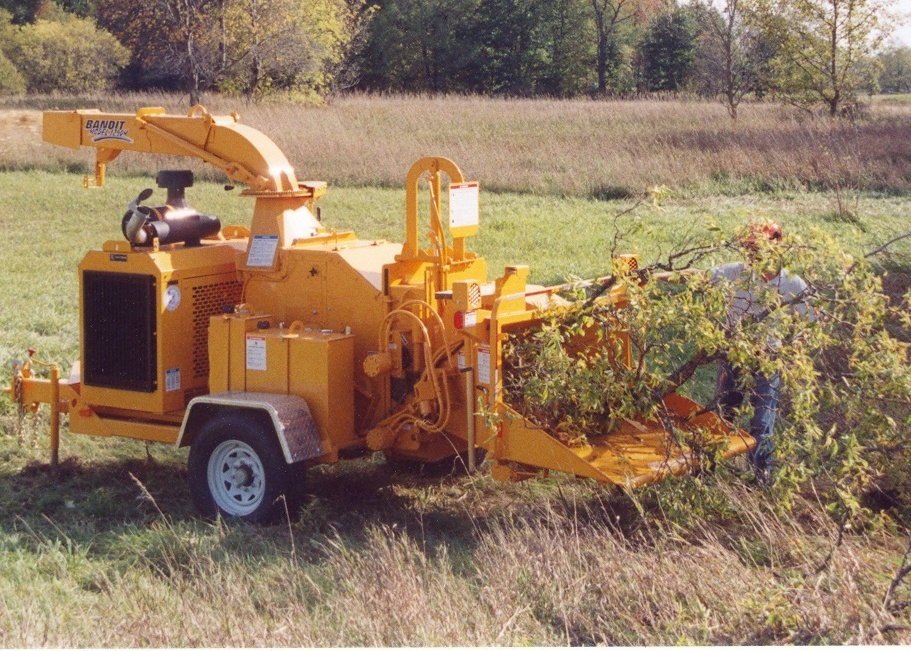
Buschhacker im Einsatz

Als Schreddergut oder hog fuel wird Holz (Schredderholz) und andere Biomasse bezeichnet, die durch eine Prallzerkleinerung (Schreddern) statt durch schneidende Werkzeuge (Hacken, Sägen) zerkleinert wurde. Das Material wird dabei nicht gespalten, sondern gebrochen und zertrümmert. Holz-Schreddergut stellt eine eigene von den Holzhackschnitzeln unterschiedene Brennstoffklasse dar, die über die Norm CEN/TS 14 961 für Feste Brennstoffe klassifiziert und beschrieben wird.
Im Vergleich zu Holzhackschnitzeln hat Schreddergut durch die Zerkleinerung und Zersplitterung des Ausgangsmaterials eine besonders raue Oberfläche und damit verbunden ungünstige Schüttgut-Eigenschaften. Die Oberfläche begünstigt zudem einen schnellen biologischen Abbau, da sich Pilze und Bakterien an den Rissstellen gut ansiedeln können. Schreddergut wird entsprechend vor allem zur Aufarbeitung von Rindenmulch und Kompostsubstraten verwendet.